# 马泰奥·阿内西
马泰奥·阿内西（義大利語：Matteo Anesi，1984年8月16日—），意大利男子速度滑冰运动员。他曾代表意大利获得2006年冬季奥运会速度滑冰比赛男子团体追逐赛金牌。他也参加了2010年和2014年冬季奥运会。